# Wilhelmsmühle (Cottbus)

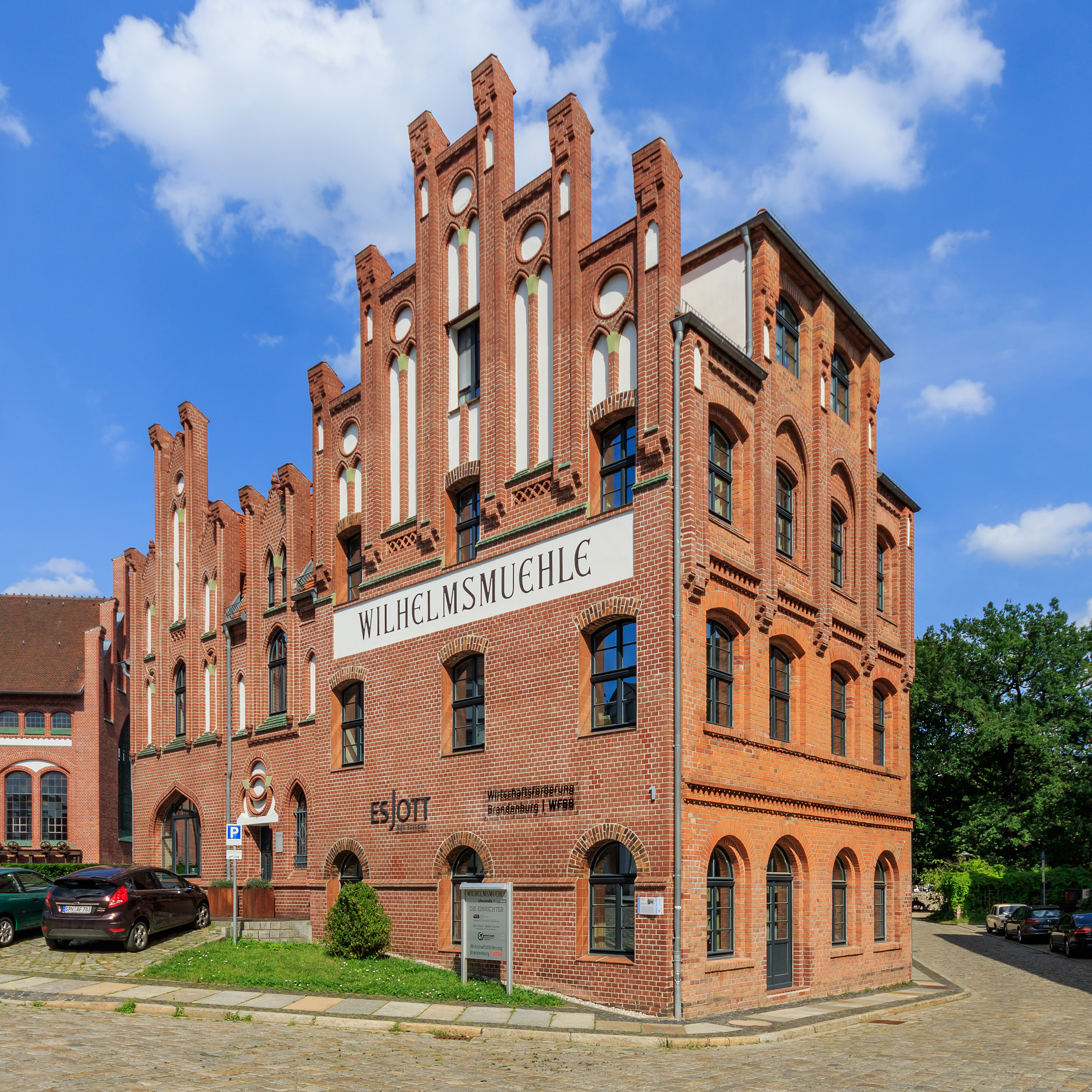
Wilhelmsmühle (2017)

Die Wilhelmsmühle (niedersorbisch Wylemowy młyn) ist ein ursprünglich als Walkmühle genutzter Gebäudekomplex in der Stadt Cottbus in Brandenburg. Die Mühle befindet sich im Cottbuser Stadtteil Mitte am Mühlgraben Cottbus/Goethepark, gegenüber dem ehemaligen städtischen Elektrizitätswerks. Sie steht unter Denkmalschutz.

## Geschichte
Der heutige Gebäudekomplex Wilhelmsmühle wurde ab den 1830er Jahren in mehreren Bauabschnitten errichtet. Im Jahr 1836 kaufte der Carl August Marschan eine Weißgerberwalke und das dazugehörige Grundstück auf der Mühleninsel sowie die die Mühle antreibende Wasserkraft. Diese Mühle wurde wegen Baufälligkeit abgerissen und stattdessen ein dreigeschossiger Ziegelbau an der Stelle errichtet. Zu dieser Zeit war die Wilhelmsmühle die größte Mühle in der Cottbuser Umgebung. Im Jahr 1856 wurde die Mühle zur Mahlmühle umgerüstet und erhielt gleichzeitig ihren heutigen Namen. Noch vor 1876 wurde an der östlichen Giebelseite eine eingeschossige Ölmühle angebaut. Im Zuge des Baus des unmittelbar nördlich angrenzenden Elektrizitätswerkes verkaufte der damalige Mühlenbesitzer Georg Marschan die Wasserkraft an die Stadt Cottbus. Als Gegenleistung erhielt die Mühle fortan eine kostenlose Stromversorgung.
Mit dem Bau des Elektrizitätswerks wurde Georg Marschan von der Stadt Cottbus außerdem dazu verpflichtet, die Wilhelmsmühle architektonisch an das neu gebaute Elektrizitätswerk anzugleichen. Die neue Gestaltung der Wilhelmsmühle wurde von dem Architekten August Patzelt entworfen. Die alte Ölmühle wurde abgerissen und durch einen zweigeschossigen Neubau ersetzt. Im Norden an die alte Walkmühle wurde zudem ein zweigeschossiges Gebäude mit Büros und Angestelltenwohnungen angebaut. Seit 1914 wurde die Mühle von Carl Hübener bewirtschaftet, Besitzer blieb weiterhin die Familie Marschan. Zuletzt wurde die Wilhelmsmühle im Jahr 1930 im Osten durch einen Garagentrakt erweitert. 1941 erfolgte die Stilllegung der Mühle, die gleichzeitig in den Besitz der Stadt Cottbus überging. Nach 1942 wurde das Innere der Mühle durch den Einbau von Wohnungen verändert. Seit 1952 wurde die Wilhelmsmühle vom VEB Energieverteilung Cottbus als Kindergarten genutzt und später nach einem weiteren Umbau als Jugendclub genutzt. Im Jahr 2002 wurde die Wilhelmsmühle von der Cottbuser Ingenieurgesellschaft Drommer & Schwiedersky gekauft und im folgenden Jahr umfassend saniert.

## Architektur

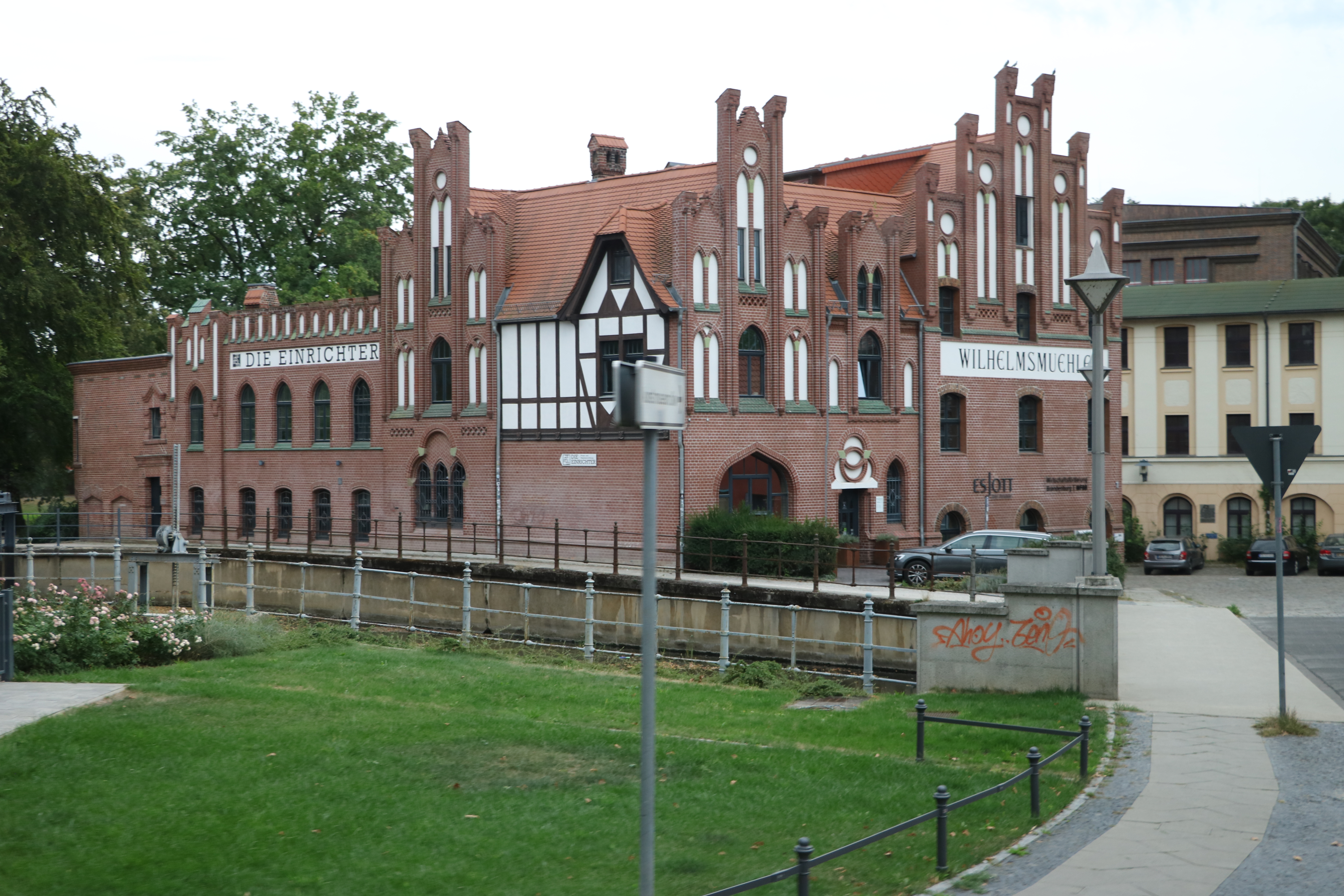
Nord- und Westfassade der Wilhelmsmühle (2018)

Bei den im Jahr 1904 durchgeführten Umbaumaßnahmen wurde die Wilhelmsmühle in Anpassung an das Elektrizitätswerk im neugotischen Stil umgebaut und erhielt eine völlig neu gestaltete Westfassade. Die West- und die Nordfassade erhielten dabei Staffelgiebel mit paarweise angeordneten Spitzbogenblenden sowie Spitzbogen- und Stichbogenfenstern. Die einzelnen Gebäudeteile haben Flach- oder Steildächer mit Zwerchgiebeln an der Nordseite. An der Nordseite sind die Sohlbänke der Fenster in grün glasierten Ziegelsteinen ausgeführt und der Zwerchgiebel ist mit einem Schaufachwerk verkleidet.
Die Südfassade der ehemaligen Walkmühle ist vierachsig, die Fenster sind rundbogig und spitzbogig. Gegliedert wird die südliche Wand durch Zahnschnitte und ein Traufgesims. Das dritte Geschoss wurde 1905 um eine Lisenengliederung an den Mittelachsen und Spitzbogennischen ergänzt.